# Lamproïte
 (Décembre 2023).

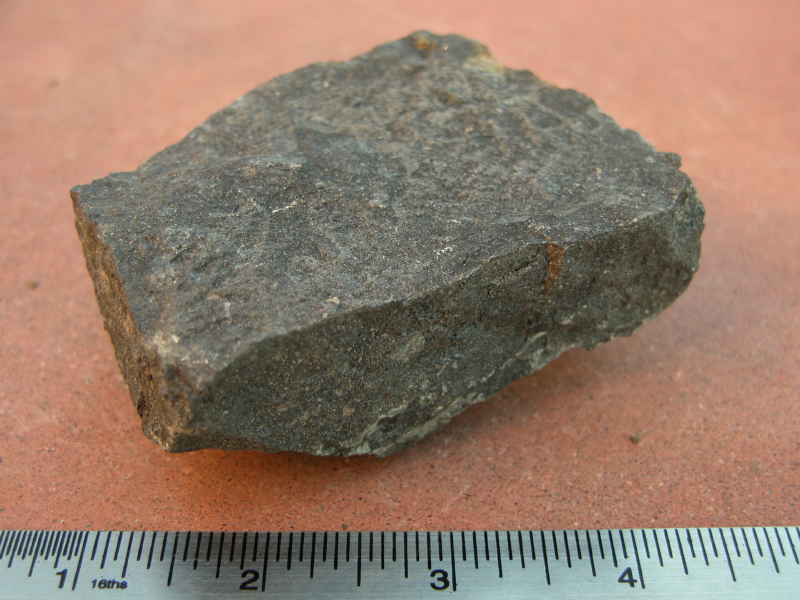
Échantillon de lamproïte

La lamproïte est une roche magmatique effusive alcaline, particulièrement riche en potassium, avec de la sanidine et/ou de la leucite, ainsi que des micas noirs phlogopitiques.
Dans la classification de Streckeisen, ces roches correspondent le plus souvent à des trachytes, ou alors à des phonolites qui sont alors dites lamproïtiques.
Étymologiquement, la racine grecque λαμπρός, lampros (clair, éclatant) dans lamproïte est la même que l'on retrouve dans une autre roche appelée lamprophyre.